# Impératrice XiaoKe
Impératrice Xiaoke (孝恪皇后; 1510–1554) du clan Du, était une concubine de Empereur Jiajing de la dynastie Ming et la mère de  Zhu Zaiji, l'empereur Ming Muzong.